# Henri Hymans
Pour les articles homonymes, voir Hymans.
Henri Hymans, né à Anvers le 8 août 1836 et décédé à Bruxelles le 23 janvier 1912, est un lithographe et littérateur belge.

## Biographie
Henri Hymans est le frère de Louis Hymans et l'époux de Fanny Cluysenaar, sœur du peintre Alfred Cluysenaar.
De par ses talents de lithographe, Henri Hymans est désigné[Quand ?] pour diriger le Cabinet des estampes de la Bibliothèque royale de Belgique, poste qu'il mérite non seulement en tant que praticien des arts mais également comme théoricien et historien. Il est, en effet, l'auteur de nombreuses études sur les artistes et sur la gravure belge.
Il est conservateur en chef de la Bibliothèque royale de Belgique de 1904 à 1909.
Il est notamment l'auteur de la première traduction française en 1884-1885 du Schilder-boeck sous le titre du Livre des peintres, qu'il accompagne de notes et de commentaires.

## Publications
- 1878 : La gravure dans l'école de Rubens
- 1884-1885 : Le Livre des peintres
- 1887 : Histoire de la gravure sur bois en Belgique
- 1903 : Histoire de la lithographie en Belgique
- 1910 : Antonio Moro, son œuvre et son temps